# Kto zabił kapitana Alexa?
Kto zabił kapitana Alexa? (ang. Who Killed Captain Alex?) – ugandyjski film akcji oraz komediowy z 2010 produkcji studia Wakaliwood. Jego reżyserem, scenarzystą, kamerzystą, scenografem oraz montażystą był Nabwana I.G.G. Produkcja stała się znana ze względu na swój niezwykle niski budżet, który miał wynieść 85 dolarów. Od marca 2015 do stycznia 2025 pełna wersja filmu na YouTube osiągnęła liczbę ponad 9,8 miliona wyświetleń.

## Produkcja
Produkcja rozpoczęła się pod koniec 2009 w gettach Nateete będących częścią Kampali. Inspiracją do stworzenia filmu miały być hollywoodzkie filmy akcji oraz sztuk walki. Nabwana I. G. G. ukończył kręcenie filmu w styczniu 2010 i zmontował go za pomocą komputera, który sam złożył ze starych części. Rekwizyty do oraz sprzęt kamerowy zostały wykonane ze złomu w warsztacie mechanicznym obok domu Nabwany. Aktorzy posiadali własne kostiumy; jeden z nich otrzymał maskę, aby mógł zagrać dwie różne role w tej samej scenie. Charłaki używane do symulacji ran postrzałowych były zrobione z prezerwatyw wypełnionych czerwonym barwnikiem spożywczym i przywiązane do żyłek.
Oryginalnie film przeznaczono do dystrybucji lokalnej, z tego względu dialogi nagrano w ojczystym języku luganda. Po tym, jak wrzucony na YouTube zwiastun stał się popularny, Nabwana I. G. G. postanowił zatrudnić video jokera VJ Emmie, który nagrał komentarze do filmu w języku angielskim.
W filmie można usłyszeć nagrany na fletni pana cover piosenki Seala Kiss from a Rose, a także fortepianowe wykonanie piosenki zespołu ABBA Mamma Mia.

## Odbiór
W Ugandzie sprzedano ponad 10 000 kopii płyt DVD z filmem, natomiast kopii pirackich szacunkowo 10 razy więcej.
Oficjalny zwiastun filmu przesłany na platformę YouTube 30 stycznia 2010 szybko stał się popularny wśród internautów, często powielany w formie memów w społeczności graczy. Pełną wersję filmu przesłano na YouTube 1 marca 2015. W styczniu 2023 osiągnęła liczbę ponad 8,2 miliona wyświetleń.
Film został wydany na Blu-ray oraz DVD wraz z Bad Black jako Wakaliwood Supa Action Vol. 1 w dniu 14 maja 2019. Wydanie Blu-ray zawiera opcję oglądania Kto zabił kapitana Alexa? z narracją VJ Emmie lub bez, z napisami w 11 językach i powitalnymi filmami od Nabwana I. G. G. dla 14 krajów.
Kto zabił kapitana Alexa? został ogólnie dobrze przyjęty zarówno przez krytyków, jak i publiczność, którzy określali film jako „tak zły, że aż dobry”, pomimo jego technicznych wad.